# Фатимидски халифат
Фатимидският халифат (на арабски: الدولة الفاطمية‎, al-Dawla al-Fāṭimiyya) е исмаилитски шиитски халифат, управлявал части от Северна Африка, Близкия изток и Близкия Средиземноморски басейн в периода от 909 до 1171 година. Халифатът носи името си от Фатима аз-Захра, дъщерята на пророка Мохамед, и претендира, че неговите владетели са нейни преки потомци.

## История

### Основаване
Фатимидският халифат е основан през 909 година в Ифрикия (днешен Тунис) от Абдула ал-Махди Билах, който се обявява за имам и халиф. Той е водач на исмаилитското течение в шиитския ислям и претендира за божествено право да управлява мюсюлманския свят. Създаването на халифата е резултат от успешен бунт срещу династията на Аглабидите, подкрепен от берберското племе кутама.

### Териториално разширение
През X и XI век Фатимидите разширяват своето влияние значително:
- През 969 г. завладяват Египет и основават нова столица – Кайро.[7][8][9]
- Разширяват контрола над Хиджаз, включително свещените градове Мека и Медина.[9]
- За известно време упражняват влияние над части от днешна Сирия, Палестина и дори Сицилия.[10]

### Основаване на Кайро
След завладяването на Египет, фатимидите основават град Кайро (на арабски: al-Qahira, „Победоносната“), който се превръща в политически, религиозен и културен център. Те изграждат там джамията Ал-Азхар, която впоследствие става един от най-старите и престижни университети в ислямския свят.

### Религия и култура
Фатимидският халифат налага исмаилизма като официална религия. Въпреки това, той се характеризира с относителна религиозна търпимост към сунити, християни и евреи. Управлението на Фатимидите е белязано от подем на науките, архитектурата, търговията и изкуствата. Под тяхно управление Кайро се развива като космополитен и модерен град.

### Упадък и падение
През XII век халифатът започва да отслабва поради вътрешни борби, икономически проблеми и външен натиск. Сунитските селджуки и кръстоносците ограничават влиянието на Фатимидите в Леванта. През 1171 г., след смъртта на последния фатимидски халиф Ал-Адид, везирът Салах ад-Дин (Саладин) премахва халифата и основава династията на Айюбидите, като възстановява Абасидския халифат като религиозен авторитет в Египет и създава титлата „Султан на Египет“, която носят владетелите на Египет до османското завоевание през 1517 г.

## Наследство
Фатимидите оставят траен отпечатък върху ислямския свят. Те са първата и единствена шиитска династия, която успешно установява халифат, конкуриращ сунитския Абасидски халифат. Архитектурата, системата на управление и религиозната им философия оказват влияние върху по-късните мюсюлмански държави. Исмаилитските общности днес, особено под духовното водачество на Ага Хан, се считат за наследници на фатимидското учение.

### Цитирана литература
- Brett, Michael. The Fatimid Empire.   Edinburgh, Edinburgh University Press, 2017. ISBN 978-0-7486-4076-8. (на английски)
- Raymond, André. Le Caire.   Fayard, 1993. (на френски)